# Église Notre-Dame de Ressons-l'Abbaye
L'église Notre-Dame est située à Ressons-l'Abbaye, dans l'Oise. Elle est affiliée à la paroisse Saint-Yves-d'Auteuil du pays de Noailles.

## Histoire
L'abbaye de Ressons, de l'ordre des Prémontrés, sise dans le Vexin français, dans le doyenné de Chaumon et l'archidiocèse de Rouen, n'était à l'origine qu'un prieuré. Il fut érigé en abbaye en 1125 et reconnut les anciens seigneurs d'Aumont pour ses principaux fondateurs et bienfaiteurs : ils y avaient, à ce titre, droit de sépulture.
L'église Notre-Dame fut construite en 1704 comme église abbatiale en remplacement d'une précédente église du XIIIe siècle. Elle ne devint église paroissiale qu'après la Révolution française.

## Description
L'édifice est inscrit aux monuments historiques depuis 1994.

## Galerie d'images

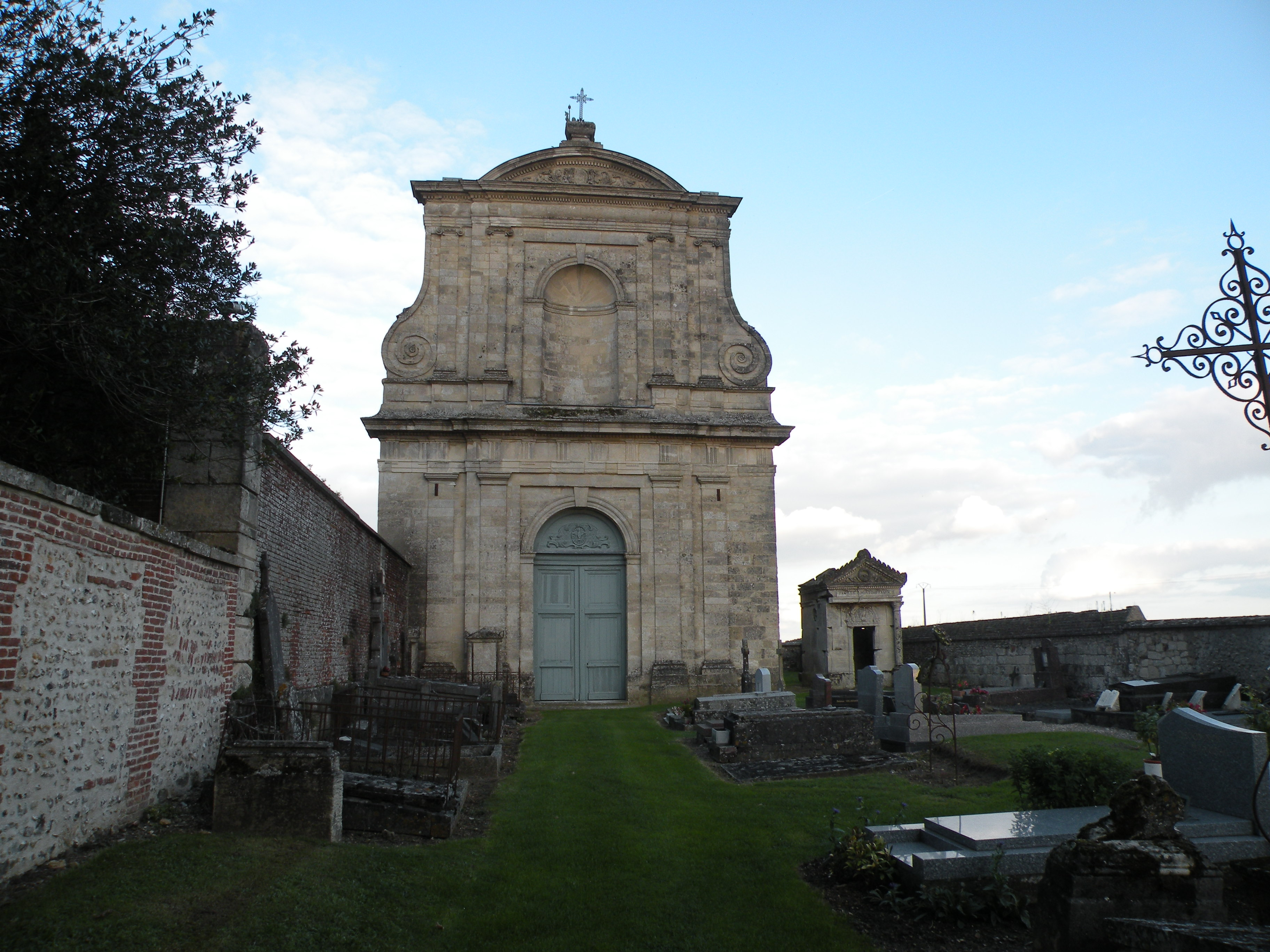
La façade
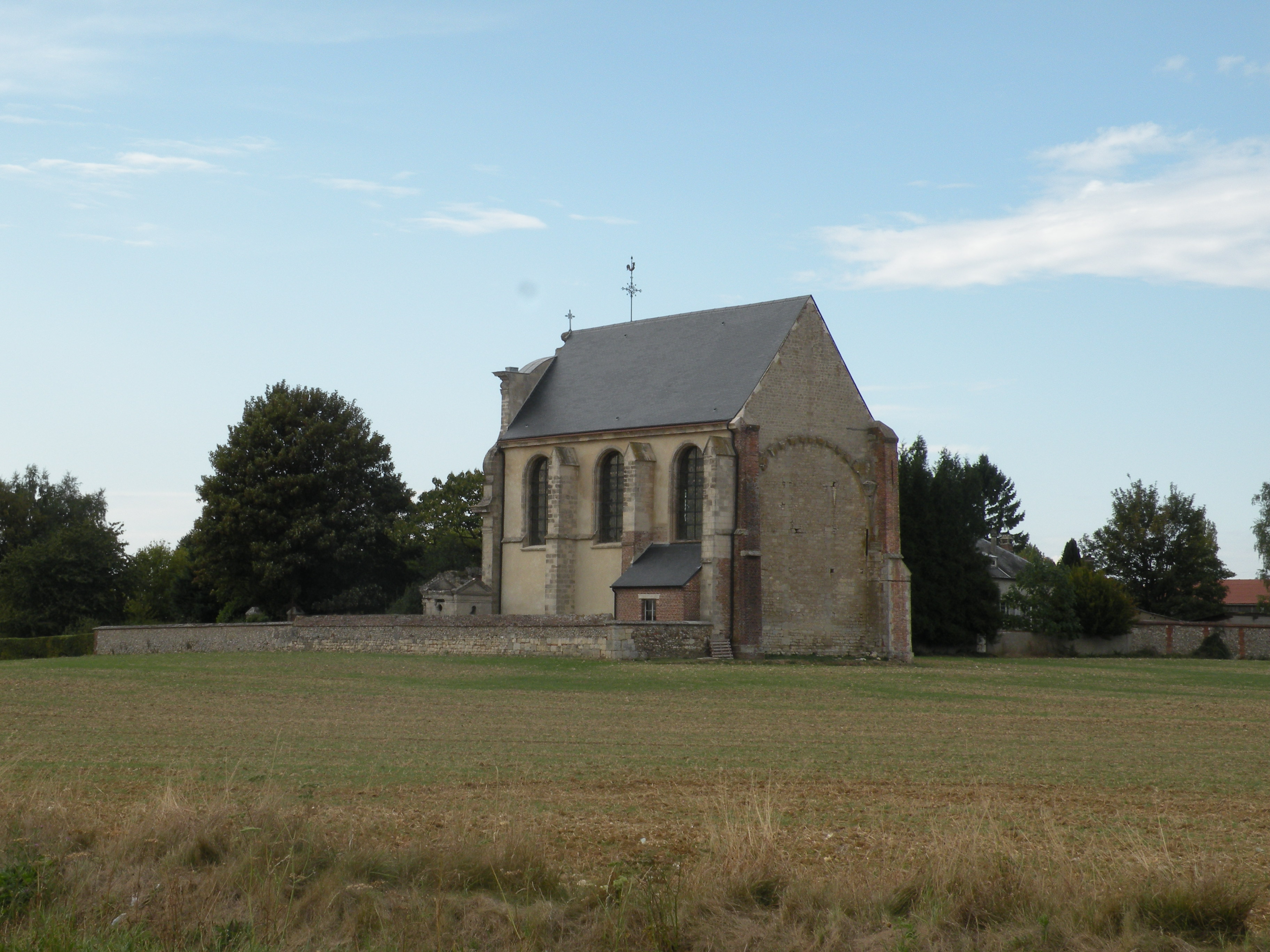
Le chevet